# Scuderia Toro Rosso
A Scuderia Toro Rosso, comumente conhecida como Toro Rosso ou pela sua abreviação STR, foi uma equipe e construtor de Fórmula 1 sediada em Faença, formada em 2006 após a compra da antiga equipe Minardi pela empresa austríaca Red Bull GmbH. A equipe passou a se chamar Scuderia AlphaTauri a partir da temporada de 2020.
Usando os Cosworth V10 da temporada de 2005, porém com limitação de rotações por minuto, criou uma grande polêmica e revolta das outras equipes, pois estaria sendo beneficiada ao usar os propulsores mais potentes que as demais equipes, que usavam o V8. Inicialmente o uso dos V10 foi autorizado pela administração da Fórmula 1, pois não teria verbas suficientes para desenvolver um motor novo, algo que tornou-se inviável assim que a Red Bull assumiu o controle da equipe e começou a financiar seu desenvolvimento.

## História

### Formação
As origens da Scuderia Toro Rosso vêm da equipe Minardi, que entrou na Fórmula 1 em 1985, após cinco temporadas disputadas na Fórmula 2. Apesar de ter uma grande base de fãs, era uma das equipes menos competitivas do esporte, nunca alcançou um pódio e terminando em quarto lugar em três corridas. Ela disputou 21 temporadas na Fórmula 1, sempre disputando lugares entre os últimos colocados, tendo como melhor resultado nos construtores um sétimo lugar na temporada de 1991.
O proprietário da Minardi, Paul Stoddart, alegou ter recebido 41 abordagens para comprar a equipe, mas preferiu vendê-la a alguém que pudesse "levar isso além" e que a manteria em sua base tradicional na Itália. A compra da equipe pela Red Bull GmbH foi anunciada no dia 10 de setembro de 2005, e os novos proprietários assumiram o espólio da antiga Minardi em 1 de novembro do mesmo ano. Nos termos do acordo com a Red Bull GmbH, estava incluída a cláusula de que a equipe iria manter sua sede em Faença, na Itália, pelo menos até a temporada de 2007.
Embora a Red Bull tenha abandonado o nome Minardi de acordo com seus próprios planos de patrocínio e marketing, o uso do idioma italiano no nome tem a intenção de sugerir a herança italiana da equipe. A Red Bull mudou o nome da equipe imediatamente após assumir o controle da equipe em 1 de novembro. Foi inicialmente anunciada como "Squadra Toro Rosso", mas posteriormente no final do mês de novembro, para evitar confusão com o futebol, pois na Itália as equipes de futebol são chamados de "squadra", passou a ser denominada "Scuderia Toro Rosso". "Scuderia" é um termo italiano para um estábulo reservado a cavalos de corrida e também é comumente aplicado a equipes italianas de automobilismo, como a Ferrari.
Muitos fãs da Minardi ficaram chateados com a mudança de nome para Scuderia Toro Rosso e mais de 15 mil assinaram uma petição online para manter o nome da Minardi, mas não tiveram êxito.

#### 2006
Após a compra da equipe Minardi a Toro Rosso surge com o STR01 como monoposto para a temporada, usando um motor Cosworth V10 restrito que havia sido usado pela Minardi em 2005 e que foi muito discutido, pois estaria se beneficiando em cima das equipes que usavam motor V8. Assim sendo, a Toro Rosso foi a última equipe a alinhar em um grid de Formula 1 com motores de 10 cilindros
A temporada de 2006 foi o que se esperava da equipe mesmo, fraca. A equipe terminou em nono lugar, à frente das recém criadas Super Aguri e Midland F1 Racing, com um ponto conquistado por Vitantonio Liuzzi, no GP dos Estados Unidos.

#### 2007
Para 2007, a Toro Rosso mantém a dupla Vitantonio Liuzzi e Scott Speed, e lança o STR2 com um novo motor, o Ferrari 056, desta vez sendo um V8.
No GP da Europa, Speed faz sua última corrida pela equipe, sendo substituído pelo novato alemão Sebastian Vettel (que havia feito uma corrida pela BMW Sauber no GP dos Estados Unidos e estava de piloto de testes dela) a partir do GP da Hungria. Com Vettel, a equipe teve menos abandonos e chegou ao seu melhor momento com os carros da equipe pontuando pela primeira vez no conturbado GP da China: Vettel em 4º e Liuzzi em 6º lugar. No Brasil, a última etapa, a equipe não fez pontos.
A temporada apesar de ter sido de muitos abandonos, foi boa para a Toro Rosso que conquistou oito pontos e a sétima posição no campeonato de construtores.

#### 2008
Em 2008 a equipe conta com o tetracampeão da Champ Car (2004 à 2007), o francês Sébastien Bourdais e com uma das revelações da temporada de Fórmula 1 de 2007, o alemão Sebastian Vettel.
Vettel conquistou a primeira pole position e também a primeira vitória na carreira e da equipe no GP da Itália. A equipe terminou o ano em 6º lugar (só voltando a repetir este feito na temporada de 2019) e 8º no Mundial de Pilotos (melhor colocação) com Vettel.

#### 2009
Em 2009 a equipe mantém Bourdais e passa a contar com o suíço Sébastien Buemi de 20 anos na vaga de Vettel. Em 16 de julho, a Toro Rosso anuncia oficialmente a demissão do francês Sébastien Bourdais, alegando que o francês não correspondia com as expectativas da equipe. Em 20 de julho, a equipe anunciou Jaime Alguersuari como companheiro de Buémi, no entanto o jovem espanhol não conseguiu bons resultados para a equipe, sem terminar cinco corridas das oito disputadas. A equipe terminou a temporada com resultados bem diferentes do ano anterior, na última colocação do Campeonato, com apenas 8 pontos.

#### 2010
Ainda em novembro de 2009 a equipe que até então utilizava os mesmos chassis desenvolvidos pela Red Bull Racing, anunciou sua independência, passando a fabricar seu próprio carro a partir de 2010. Sébastien Buemi e Jaime Alguersuari farão a temporada de 2010.

#### 2011
A temporada de 2011 da Toro Rosso foi mediana, sendo que a equipe conquistou a 18ª e 19ª Posição no Campeonato de Pilotos, e o 8º lugar no Mundial de Construtores, sendo que a mesma conquistou somente 41 pontos. O STR 6 não demonstrou um bom desempenho,sendo que a melhor colocação foi o 7º lugar, e os pilotos (Jaime Alguersuari e Sebastian Buemi) não demostram o desempenho esperado, e acabaram sendo dispensados pela equipe no final da temporada de 2011.

#### 2012
A temporada de 2012 da Toro Rosso foi ainda pior que a da temporada anterior, vendo seus novos pilotos, o australiano Daniel Ricciardo, vindo da Hispania e o francês Jean-Éric Vergne, estreante na categoria, marcarem apenas 26 pontos em 20 corridas, garantindo-lhes um 9º lugar no Mundial de Construtores. Mesmo com um pouco mais de experiência, Ricciardo não conseguiu superar seu companheiro estreante Vergne. O australiano marcou 10 pontos e o 18º lugar no Mundial de Pilotos, enquanto o francês conquistou 16 pontos e a 17º colocação no Mundial de Pilotos. A dupla permanece na temporada seguinte.

#### 2013
Em 2013 houve uma significativa melhora. Vergne e Ricciardo tiveram, respectivamente, um 6º e um 7º lugares como melhores resultados. Não se via algo assim na equipe desde a era Vettel, em 2008. Dos 33 pontos de toda a temporada, 24 (ou 3/4) foram nas 10 primeiras corridas. Porém, a partir do GP da Bélgica, as coisas mudaram, e Vergne não marcou mais nenhum ponto. Já Ricciardo conquistou um 7º e dois 10º lugares, marcando os 9 pontos restantes para fechar os 33. Dessa vez, a equipe conquistou o 8º lugar nos Construtores e os 14º e 15º lugares, respectivamente, para Ricciardo e Vergne. O australiano deixou a equipe e se juntou a irmã maior, a Red Bull Racing, devido a aposentadoria do compatriota Mark Webber.

#### 2014
Em 2014 a Toro Rosso manteve Vergne como primeiro piloto e trouxe o russo Daniil Kvyat, campeão da Fórmula Renault 2.0 de 2013. A equipe sofreu com a falta de confiabilidade e potência dos motores Renault, que apresentaram muitos problemas na reintrodução dos motores turbo na Formula 1. Ainda assim a equipe terminou a temporada na sétima colocação no mundial de construtores, com 30 pontos.

#### 2015
Na temporada de 2015, teve a dupla de pilotos mais jovem na história da corrida de F1, para impressionar desde o início, com Max Verstappen (filho do ex-piloto de Fórmula 1, Jos Verstappen) e Carlos Sainz Jr. (filho do ex-campeão mundial de Rali, Carlos Sainz). No entanto os problemas de confiabilidade - particularmente com a sua unidade de potência da Renault impediu que a equipe italiana de terminar qualquer superior ao sétimo.

#### 2016
Na Temporada de 2016, a Toro Rosso voltou a utilizar os motores da Ferrari. Foi feito um acordo entre o time de Faença e a Ferrari para que a Toro Rosso utilizasse os motores 2015 para a temporada de 2016.
Max Verstappen e Carlos Sainz Jr. permaneceram como os pilotos da equipe para esta temporada. Verstappen somente disputou os primeiros quatro grandes prêmios de 2016 com a equipe. Isso porque Max Verstappen se transferiu para a equipe Red Bull, sendo substituído por Daniil Kvyat, que fez o caminho inverso vindo da Red Bull para a Toro Rosso, onde ele havia disputado sua temporada de estreia, em 2014.

#### 2017
Em 2017, voltou a usar os motores da Renault depois de usar os motores defasados Ferrari em 2016. A equipe contratou Sainz e Kvyat como pilotos.

#### 2018
Na temporada de 2018, a equipe passa a utilizar os motores Honda. Em 16 de novembro de 2017, foi anunciado que Pierre Gasly e Brendon Hartley estariam competindo pela equipe durante a temporada de 2018.

#### 2019
Alexander Albon e Daniil Kvyat foram anunciados como pilotos da Toro Rosso para a disputa da temporada de 2019. Em Julho durante o Grande Prêmio da Alemanha, Daniil Kvyat conseguiu o segundo pódio da história da equipe italiana, após uma corrida caótica, com abandonos de diversos pilotos, o Russo conseguiu chegar na terceira colocação. Em 12 de agosto, foi anunciado que Albon se mudaria para a Red Bull Racing para disputar o restante da temporada, substituindo Pierre Gasly, que retornou à Toro Rosso. No Grande Prêmio do Brasil, Gasly conseguiu largar na sexta colocação e após abandonos, carro de segurança e inúmeros acontecimentos durante a prova, ele conseguiu seu primeiro pódio da carreira e o terceiro pódio da Toro Rosso. A temporada foi recheada de altos e baixos, mas a Toro Rosso conseguiu se juntar a Mercedes e a Ferrari em conseguir nesta temporada que os dois pilotos da equipe chegassem ao pódio.
Em 12 de novembro de 2019, a equipe confirmou a permanência de Pierre Gasly e Daniil Kvyat para a disputa da temporada de 2020.

#### 2020: AlphaTauri
Em setembro de 2019, a Scuderia Toro Rosso solicitou a alteração do seu nome de construtor para "Scuderia AlphaTauri" para a temporada de 2020. O novo nome é derivado da marca de moda da empresa-mãe Red Bull. A solicitação foi aprovada pela FIA no mês seguinte.

## Motor
A Toro Rosso, iniciou suas atividades na temporada de 2006 utilizando o Cosworth V10, remanescentes da Minardi. Sendo a última equipe a utilizar um motor V10 na Fórmula 1, enquanto todas as equipes, em 2006, utilizaram os V8, ela foi a única a usar os V10, gerando revolta por parte das outras equipes.
A partir da temporada de 2007, a Toro Rosso passou a utilizar os Ferrari V8.
Em 2014 e 2015, a equipe utilizou os Renault. Mas retornou em 2016, a usar os motores Ferrari, entretanto, utilizou os motores de 2015 para o campeonato de 2016.
A Toro Rosso voltou a usar motores Renault na temporada de 2017. Para as temporadas de 2018 e 2019, a equipe utilizou os Honda.

## Pilotos
| Toro Rosso | Toro Rosso                | Toro Rosso | Toro Rosso | Toro Rosso           | Toro Rosso                                                 | Toro Rosso                       | Toro Rosso           |
| Ano        | Nome                      | Carro      | Pneus      | Motor                | Pilotos                                                    | Pilotos de testes                | Classificação Pontos |
| ---------- | ------------------------- | ---------- | ---------- | -------------------- | ---------------------------------------------------------- | -------------------------------- | -------------------- |
| 2019       | Red Bull Toro Rosso Honda | STR14      | P          | Honda                | Alexander Albon Daniil Kvyat Pierre Gasly                  | Naoki Yamamoto                   | 6° lugar 85 pontos   |
| 2018       | Red Bull Toro Rosso Honda | STR13      | P          | Honda                | Pierre Gasly Brendon Hartley                               | Sean Gelael                      | 9° lugar 33 pontos   |
| 2017       | Scuderia Toro Rosso       | STR12      | P          | Toro Rosso (Renault) | Daniil Kvyat Carlos Sainz Jr. Pierre Gasly Brendon Hartley | Sean Gelael                      | 7º lugar 53 pontos   |
| 2016       | Scuderia Toro Rosso       | STR11      | P          | Ferrari              | Max Verstappen Carlos Sainz Jr. Daniil Kvyat               |                                  | 7º lugar 63 pontos   |
| 2015       | Scuderia Toro Rosso       | STR10      | P          | Renault              | Max Verstappen Carlos Sainz Jr.                            |                                  | 7º lugar 67 pontos   |
| 2014       | Scuderia Toro Rosso       | STR9       | P          | Renault              | Jean-Éric Vergne Daniil Kvyat                              | Max Verstappen                   | 7º lugar 30 pontos   |
| 2013       | Scuderia Toro Rosso       | STR8       | P          | Ferrari              | Jean-Éric Vergne Daniel Ricciardo                          | Daniil Kvyat                     | 8º lugar 33 pontos   |
| 2012       | Scuderia Toro Rosso       | STR7       | P          | Ferrari              | Daniel Ricciardo Jean-Éric Vergne                          |                                  | 9º lugar 26 pontos   |
| 2011       | Scuderia Toro Rosso       | STR6       | P          | Ferrari              | Sébastien Buemi Jaime Alguersuari                          | Daniel Ricciardo Brendon Hartley | 8º lugar 41 pontos   |
| 2010       | Scuderia Toro Rosso       | STR5       | B          | Ferrari              | Sébastien Buemi Jaime Alguersuari                          | Daniel Ricciardo Brendon Hartley | 9º lugar 13 pontos   |
| 2009       | Scuderia Toro Rosso       | STR4       | B          | Ferrari              | Sébastien Bourdais Sébastien Buemi Jaime Alguersuari       | David Coulthard                  | 10º lugar 8 pontos   |
| 2008       | Scuderia Toro Rosso       | STR2B STR3 | B          | Ferrari              | Sébastien Bourdais Sebastian Vettel                        | Brendon Hartley                  | 6º lugar 39 pontos   |
| 2007       | Scuderia Toro Rosso       | STR2       | B          | Ferrari              | Vitantonio Liuzzi Scott Speed Sebastian Vettel             | Sébastien Bourdais               | 7º lugar 8 pontos    |
| 2006       | Scuderia Toro Rosso       | STR1       | M          | Ford-Cosworth        | Vitantonio Liuzzi Scott Speed                              | Neel Jani                        | 9º lugar 1 ponto     |

## Galeria

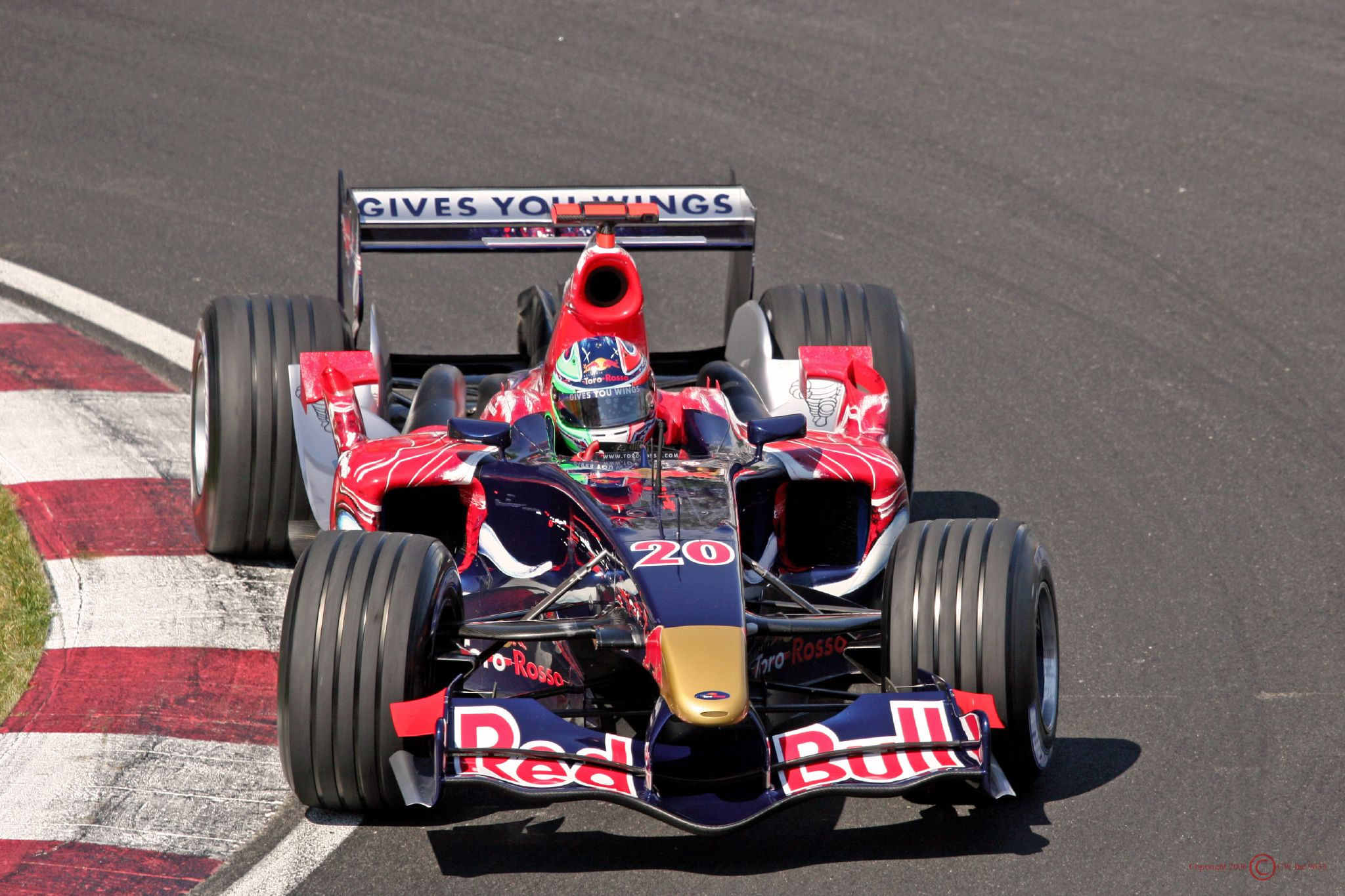
Vitantonio Liuzzi pilotando a STR1 no Grande Prêmio do Canadá de 2006.
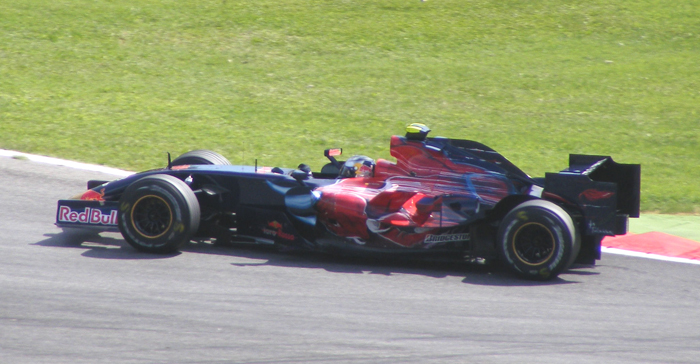
Sebastian Vettel pilotando a STR2 no Grande Prêmio da Itália de 2007.
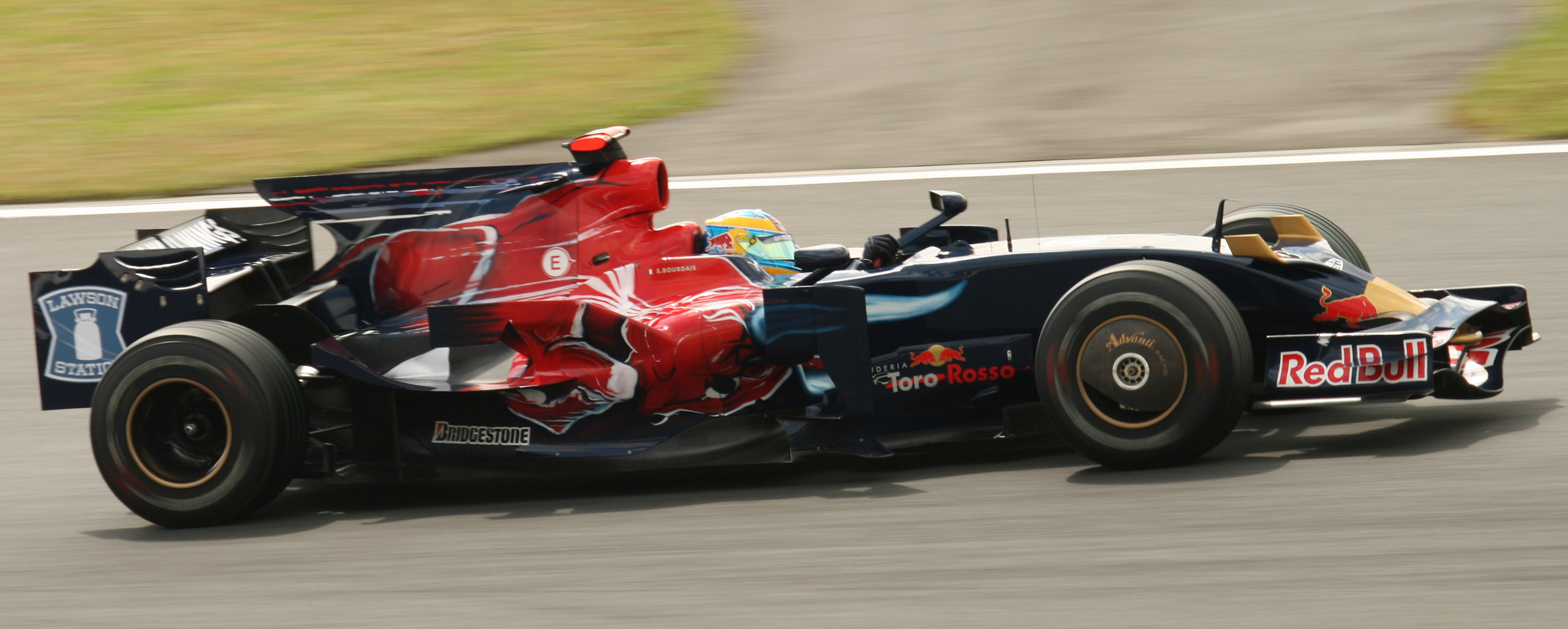
Sebastien Bourdais pilotando a STR3 no Grande Prêmio do Japão de 2008.
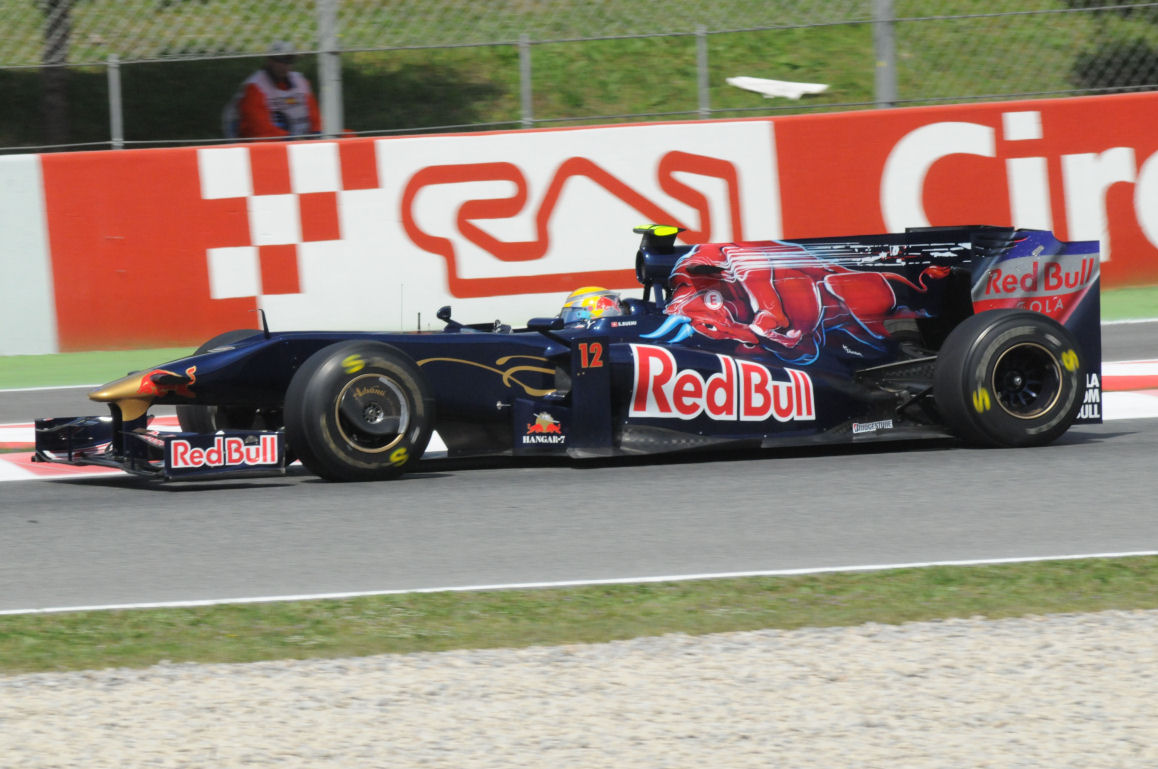
Sébastien Buemi pilotando a STR4 no Grande Prêmio da Espanha de 2009.
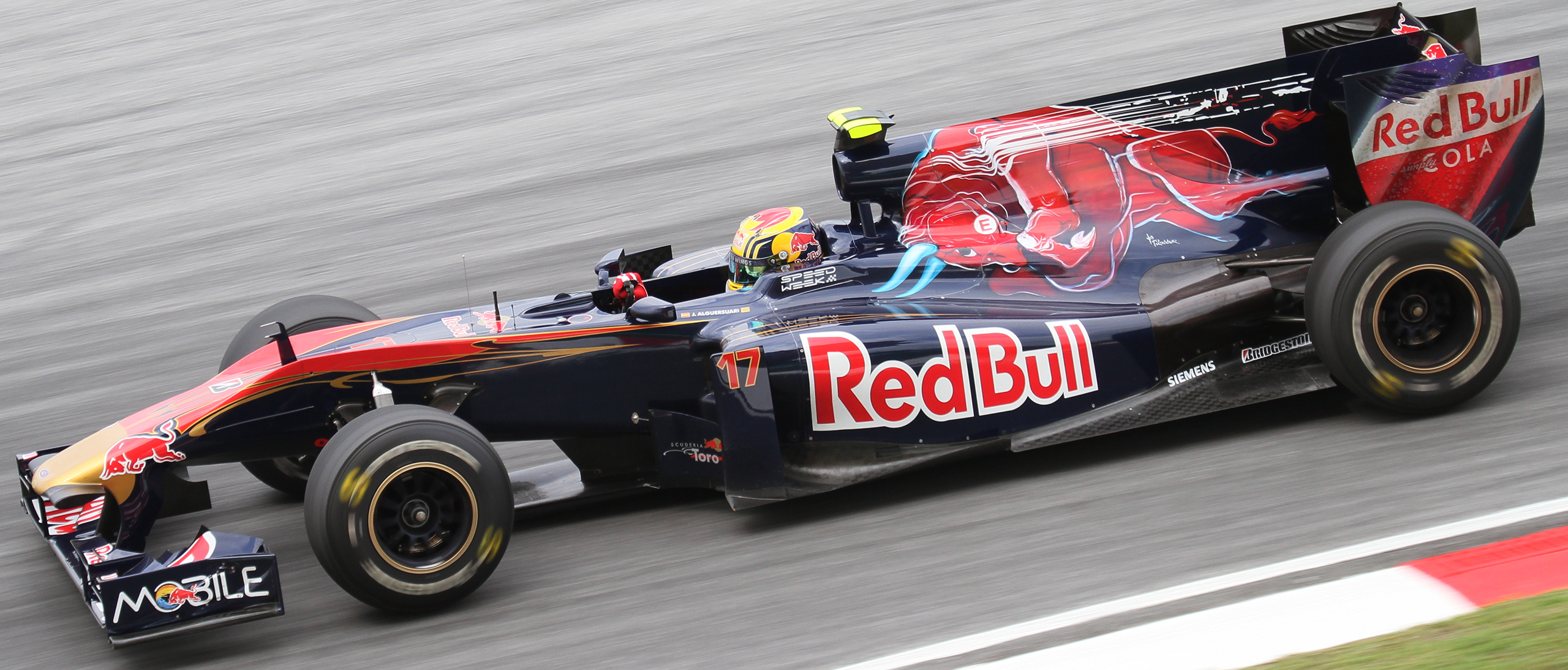
Jaime Alguersuari pilotando a STR5 no Grande Prêmio da Malásia de 2010.
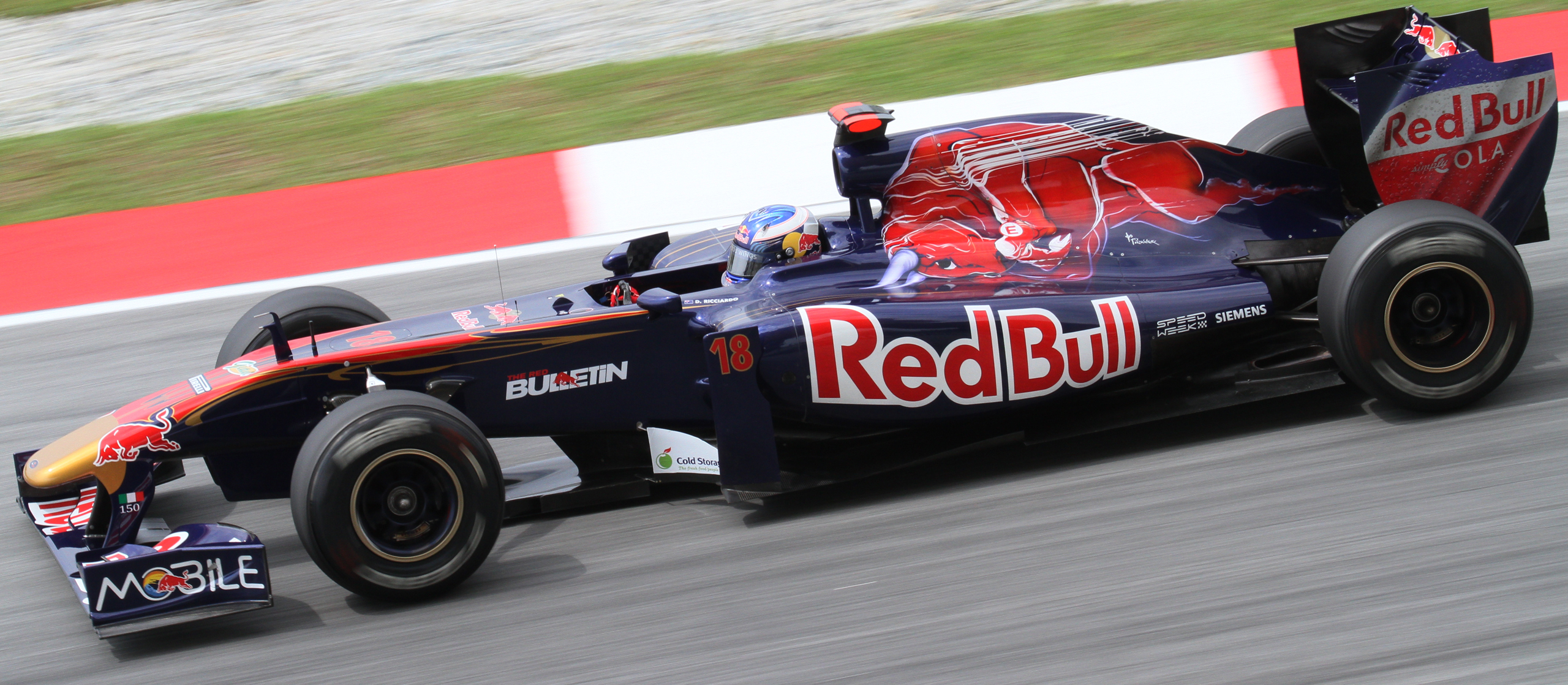
Daniel Ricciardo pilotando a STR6 no Grande Prêmio da Malásia de 2011.
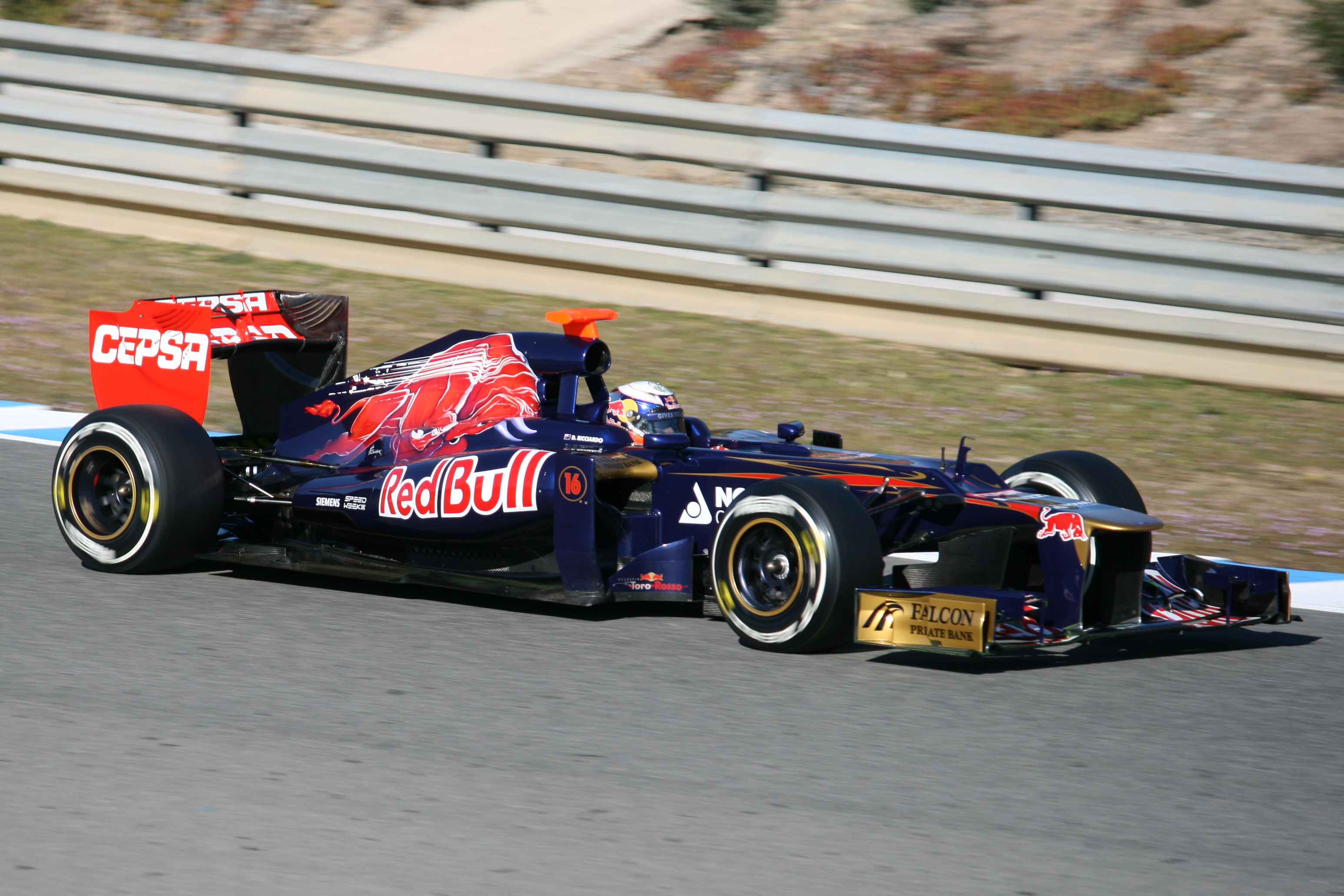
Daniel Ricciardo pilotando a STR7 durante os testes em Jerez.
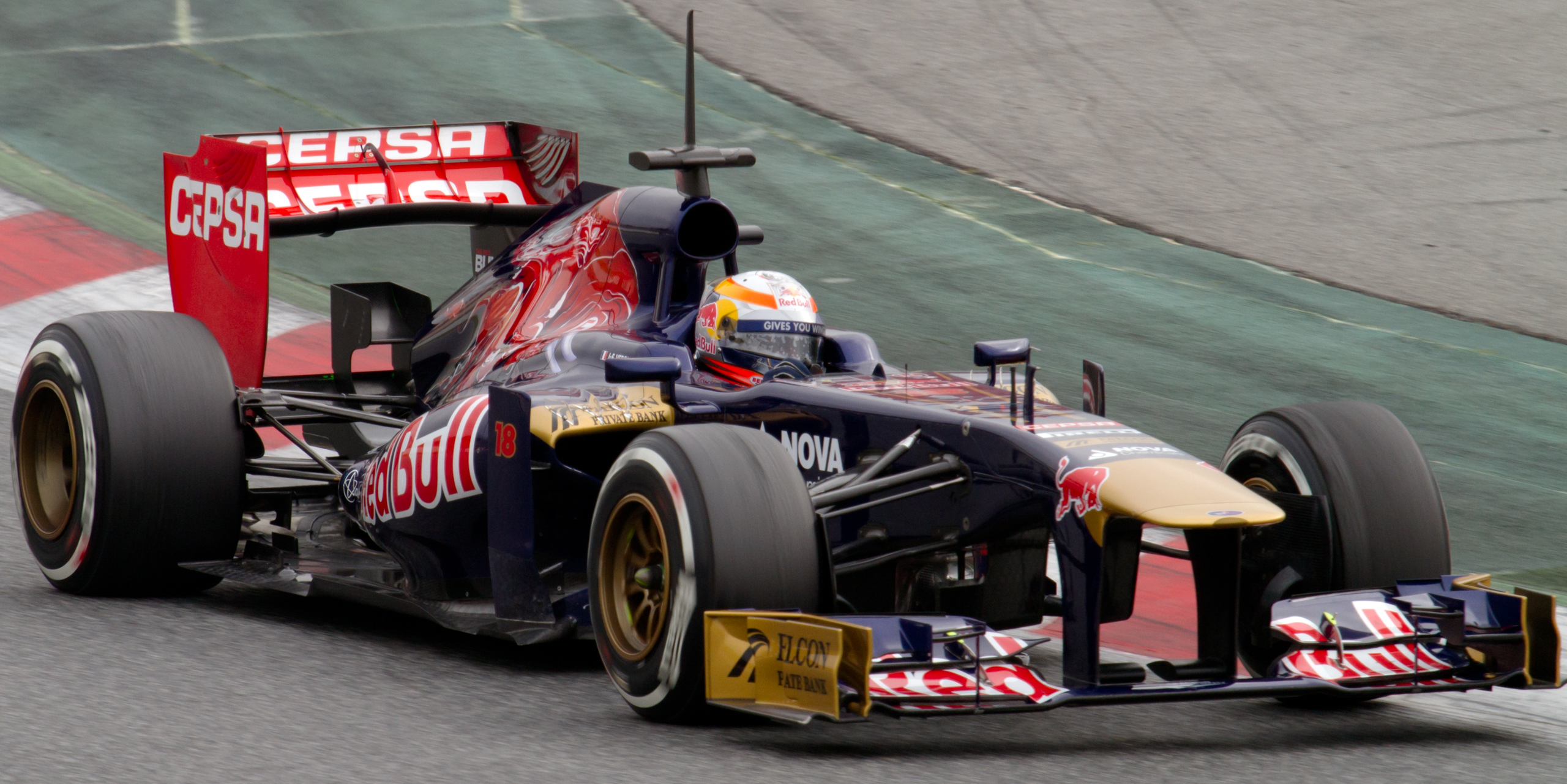
Jean-Eric Vergne pilotando a STR8 durante os testes em Catalunha.
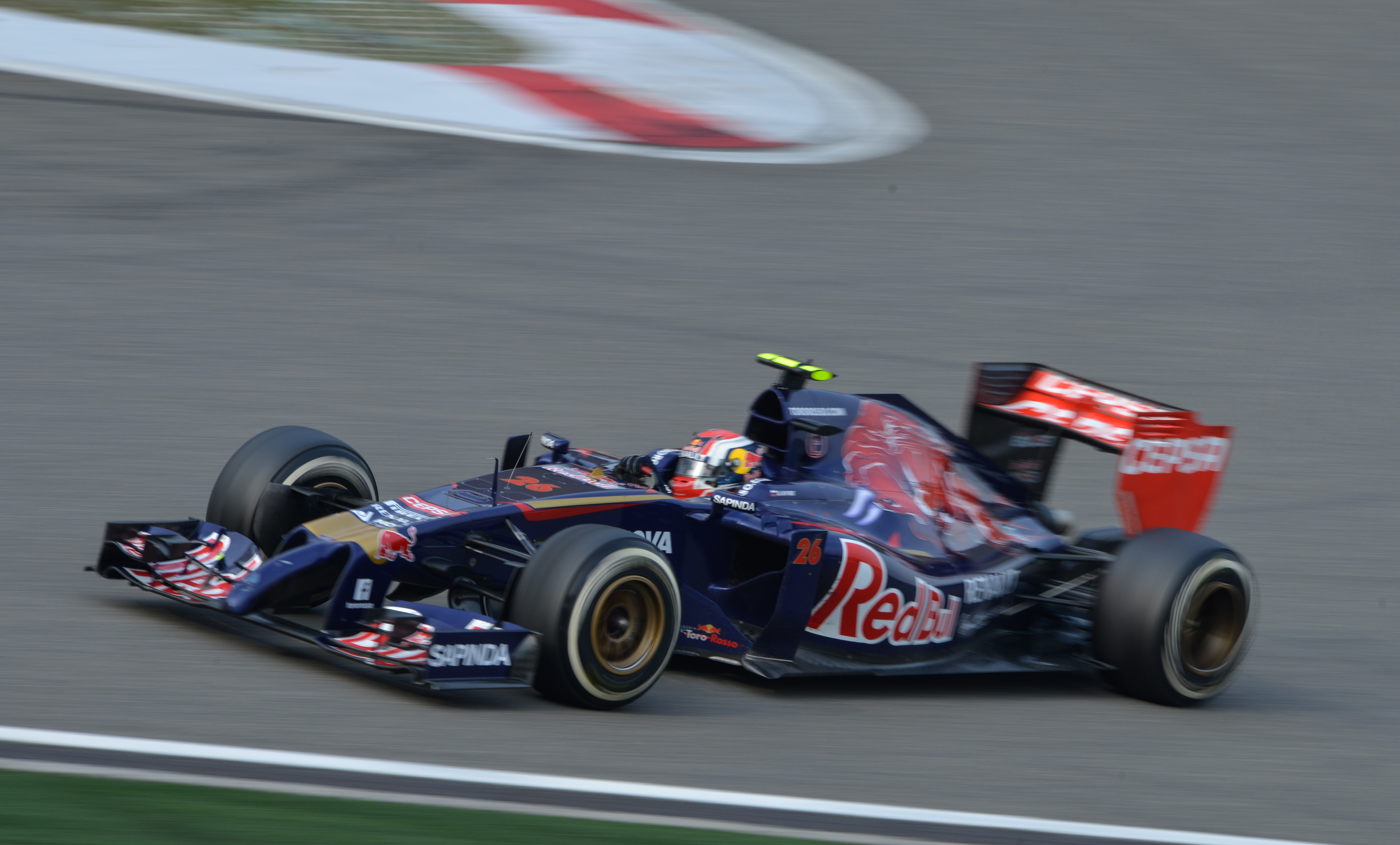
Daniil Kvyat pilotando a STR9 no Grande Prêmio da China de 2014.
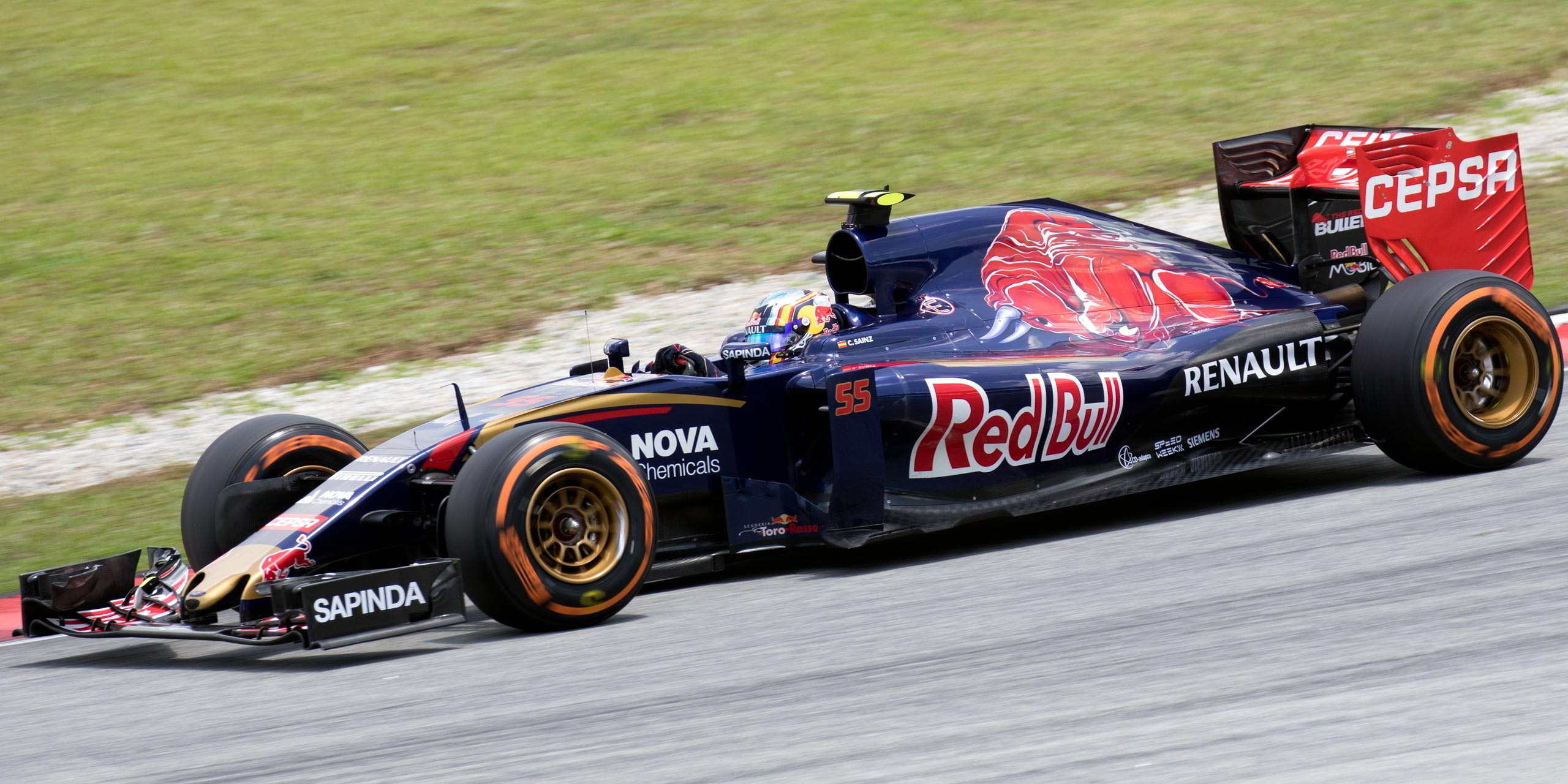
Carlos Sainz Jr. pilotando a STR10 no Grande Prêmio da Malásia de 2015.
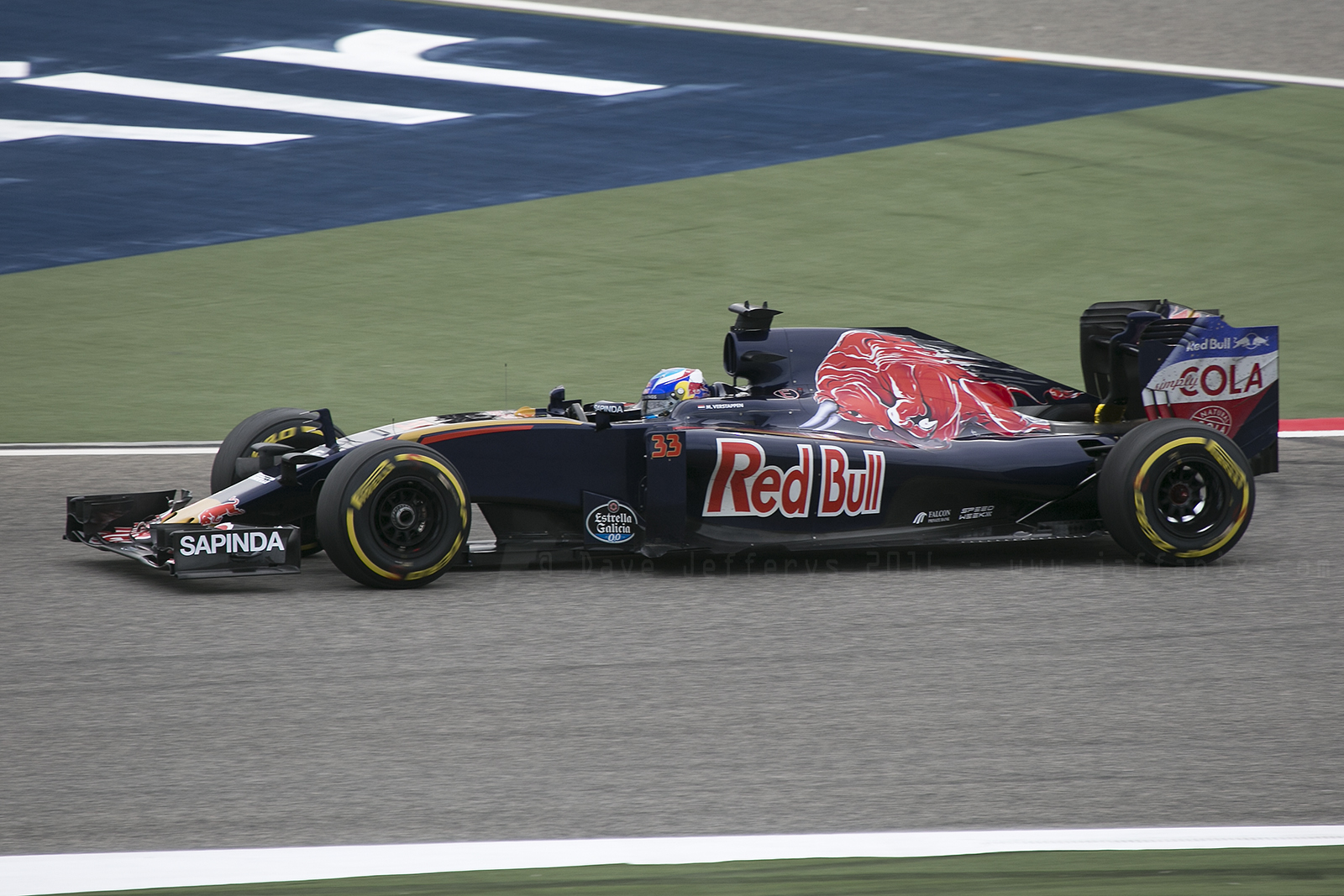
Max Verstappen pilotando a STR11 no Grande Prêmio do Barém de 2016.
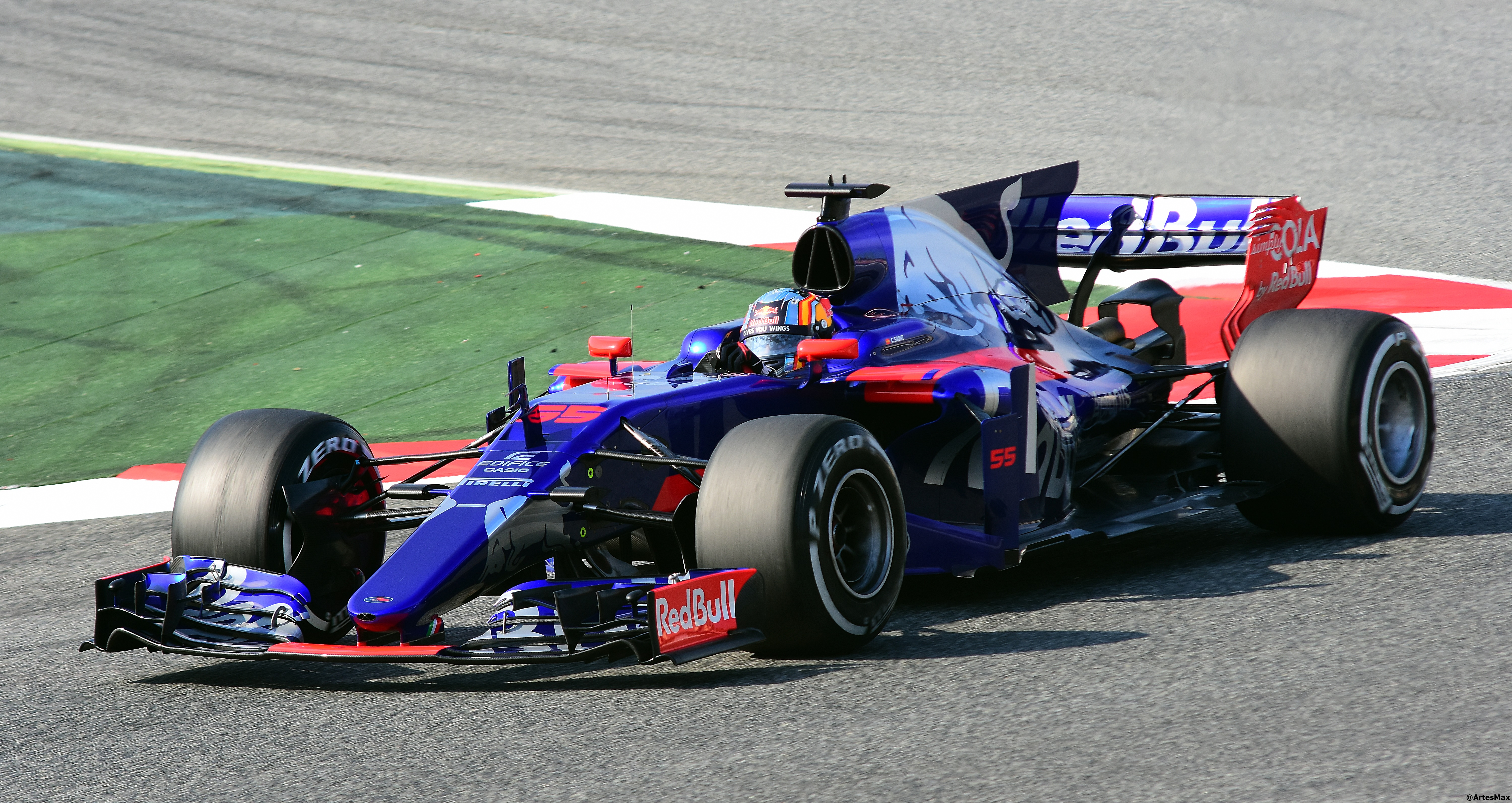
Carlos Sainz Jr. pilotando a STR12 durante os testes em Barcelona.
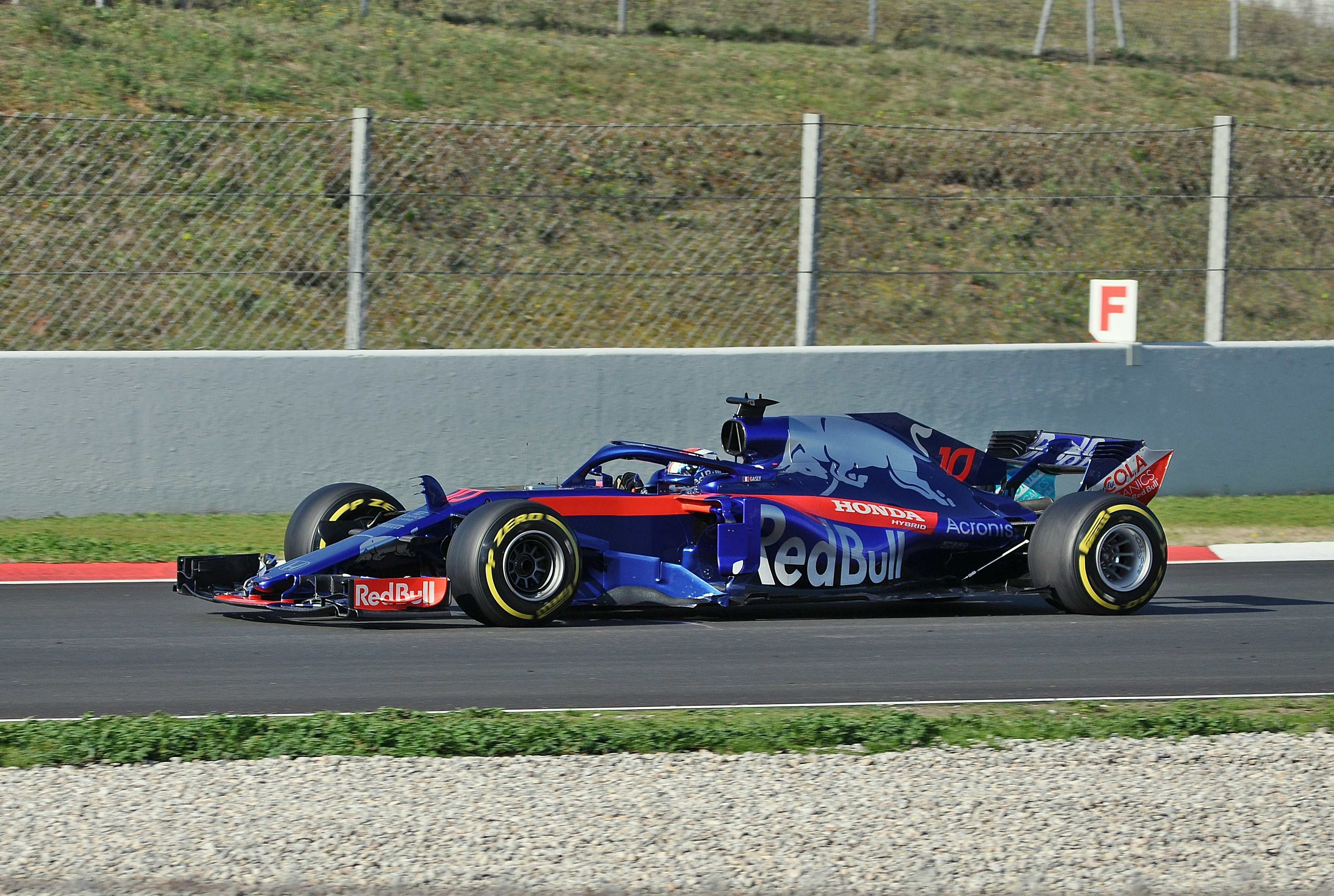
Pierre Gasly pilotando a STR13 durante os testes em Barcelona.
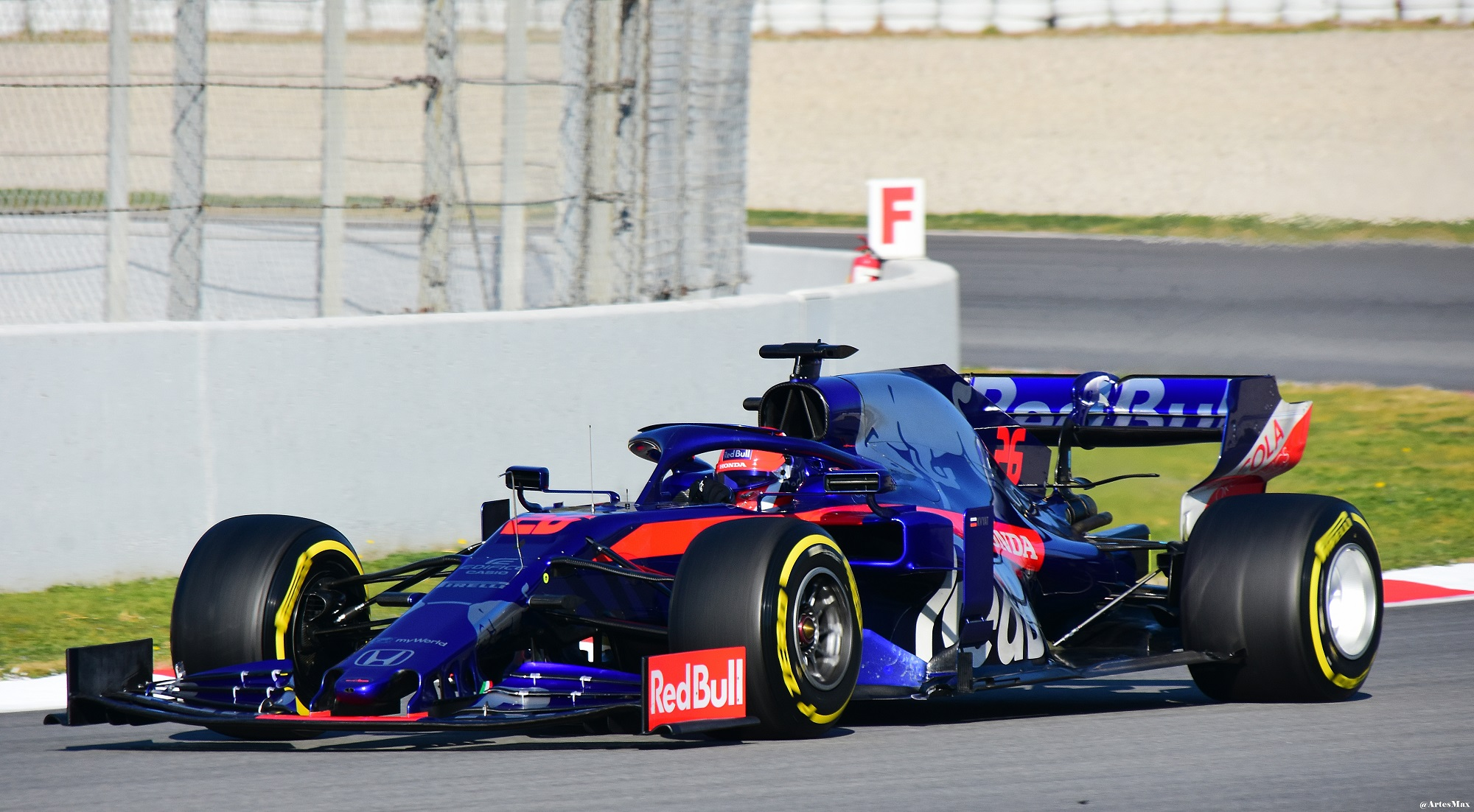
Daniil Kvyat pilotando a STR14 durante os testes em Barcelona.